# Јоховица (Нови Град)
Јоховица је насељено мјесто у општини Нови Град, Република Српска, БиХ. Према попису становништва из 1991. у насељу је живјело 187 становника.

## Становништво
| Националност       | 1991. | 1981. | 1971. | 1961. |
| Срби               | 179   | 228   | 336   | 352   |
| Југословени        | 7     | 2     |       |       |
| Хрвати             | 1     |       |       |       |
| остали и непознато |       | 4     |       |       |
| Укупно             | 187   | 234   | 336   | 352   |

| Демографија | Демографија | Демографија |
| Година      | Становника  | Становника  |
| ----------- | ----------- | ----------- |
| 1948.       | 373         |             |
| 1953.       | 382         |             |
| 1961.       | 352         |             |
| 1971.       | 336         |             |
| 1981.       | 234         |             |
| 1991.       | 187         |             |